# 劉大榮
劉大榮（？—？），清朝官員，本籍甘肅。吏員出身。

## 生平
劉大榮於1773年（乾隆38年）接替謝洪光，兩度於台灣台北地區擔任台灣府淡水廳新莊巡檢一職，是大台北地區的地方父母官。